# Felipe F. Paúl
Felipe F. Paúl (Colombia, Siglo XIX - 1912) fue un político colombiano. Miembro del Partido Liberal Colombiano.

## Biografía
Fue miembro del Consejo Nacional de 1886, encargado de redactar la Constitución Política de Colombia de 1886, en representación del Estado Soberano de Panamá.
Fue Secretario de Fomento y Obras Públicas de los Estados Unidos de Colombia en el gobierno de Francisco Javier Zaldúa (1882-1883), mismo bajo el cual se desempeñó como Secretario de Guerra y Marina en calidad de encargado (1882).
Más adelante regresó como Ministro de Fomento y Obras Públicas de la recién creada República de Colombia en el gobierno de José María Campo Serrano, puesto que ocupó de agosto de 1886 a enero de 1887, antes de pasar a ser Ministro de Gobierno (1887) durante el gobierno de Eliseo Payány Ministro de Hacienda (1888-1890) en el gobierno de Carlos Holguín Mallarino.
Finalmente, fue Ministro de Relaciones Exteriores en el gobierno de José Manuel Marroquín, entre febrero de 1902 y marzo de 1903.

## Homenajes
Luego de su muerte, fue promulgada en su honor la Ley 9 de 1912.